# Электроразведка
Электроразведка (электрометрия) — раздел разведочной геофизики. Методы электроразведки базируются на измерении параметров искусственно созданных и естественных электромагнитных полей в горных породах. Электроразведка применяется при поисках и разведке месторождений металлических руд, подземных вод, в инженерной геологии, экологии и археологии.

## История

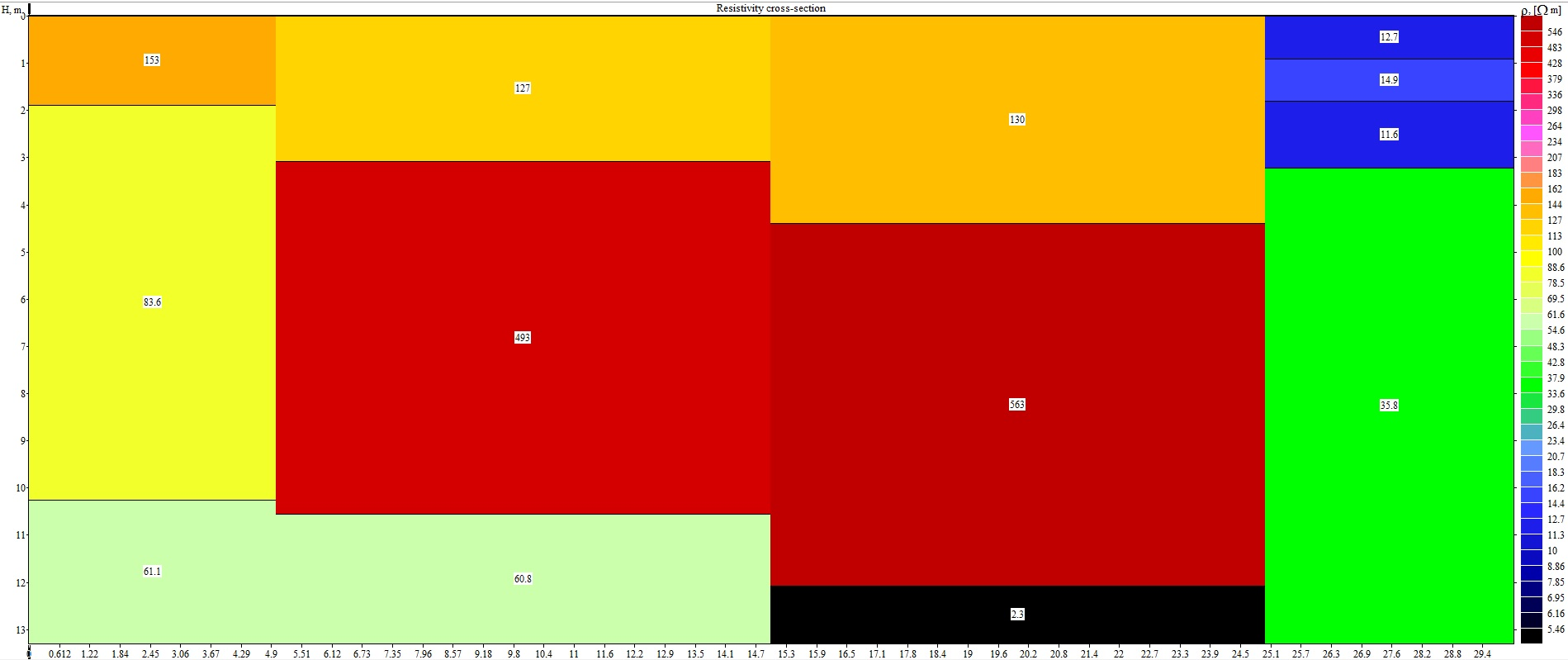
Геоэлектрический разрез

В 1829 году Р. В. Фокс измерил на медноколчеданных месторождениях Корнуэллса (Англия) естественные электрические поля, связанные с окислительно-восстановительными процессами.
В 1903 году русским инженером Е. И. Рагозиным была опубликована монография «О применении электричества для разведки рудных залежей».
В 1910 году французский учёный К. Шлюмберже разработал метод сопротивлений, нашедший впоследствии широкое применение при геологоструктурных исследованиях.
В 1919—1922 годах шведские учёные Н. Лундберг и К. Зундберг своими работами положили начало электроразведке переменными полями и, в частности, методам, основанным на наблюдении эквипотенциальных линий электрического поля и напряжённости магнитного поля. Несколько позже в Америке был предложен метод индукции (радиор).
Большую роль в развитии теории электроразведки постоянным током сыграли исследования немецкого учёного И. Гуммеля и в особенности румынского учёного С. Стефанеску, разработавших методы расчёта электрических полей точечных источников при плоскопараллельных поверхностях раздела.
В 1924 году основоположник отечественной электроразведки А. А. Петровский провёл впервые в СССР электроразведочные работы методами естественного поля (Риддерское полиметаллическое месторождение на Алтае). В 1925 году метод эквипотенциальных линий был модифицирован под переменный ток и в последующие годы широко опробован на сульфидных месторождениях СССР. К 1925 году относятся также первые опытные работы по применению метода интенсивности, проведённые на Урале (Богомоловский рудник). С 1926 года в практику электроразведочных работ входит метод индукции. С 1928 года А. А. Петровский проводит систематические исследования в области радиоволновых методов разведки.
В 1920-х годах электроразведка использовалась в основном при поисках рудных месторождений. Однако проводившиеся работы носили в значительной мере опытный характер, объём производственных работ был невелик.
В 1928—1929 годах электроразведку начинают применять для поисков и разведки нефтеносных и газоносных структур. В последующие годы объём этих работ существенно возрастает в соответствии с общим увеличением объёма геофизических работ при поисках нефти и газа и организацией геофизической службы в нефтяной промышленности.
В 1930 году А. С. Семёнов проводит первые электроразведочные работы для решения гидрогеологических и инженерно-геологических задач.
В 1932 году были проведены первые электроразведочные работы с целью поисков и разведки месторождений ископаемых углей. В этой области геологических исследований электроразведка получила применение как метод изучения геологической структуры угольных бассейнов и поисков угольных пластов, а также угленосных свит.
В 1960—1970-х годах большой вклад в развитие электроразведки постоянным током внесли А. И. Заборовский, а также работы В. А. Комарова, Л. М. Альпина, В. Н. Дахнова, А. Н. Тихонова, А. П. Краева, Е. Н. Каленова, А. М. Пылаева и др. Другие же методы электроразведки развивали — Е. А. Сергеев (метод естественного поля), А. С Семёнов (метод заряда), А. Г. Тархов, И. Г. Михайлов (метод индукции) и др.

## Методы электроразведки
В электроразведке сейчас насчитывается свыше пятидесяти различных методов и модификаций, предназначенных как для глубинных исследований, так и для изучения верхней части разреза. В зависимости от принципа исследования их можно разделить на следующие группы: методы сопротивлений (методы постоянного тока) и электромагнитные методы.

### Методы кажущихся сопротивлений
Методы кажущихся сопротивлений основаны на пропускании в земле с помощью пары электродов известного постоянного тока и измерении напряжения, вызванного этим током, с помощью другой пары электродов. Зная ток и напряжение, можно вычислить сопротивление, а с учетом конфигурации электродов можно установить, к какой части подповерхностного пространства это сопротивление относится. Увеличение разноса токовых электродов влечет увеличение глубинности исследования и является зондирующим фактором для вертикального электрического зондирования (ВЭЗ). Кроме ВЭЗ к группе относятся его модификации, основанные на измерении амплитуд (ВЭЗ-ВП) и фаз (ВЭЗ-ВПФ) поля вызванной поляризации, однополюсное комбинирование (ОКЭЗ) и дипольное (ДЭЗ) электрическое зондирование, а также электропрофилирование (ЭП), при котором разносы не меняются, а вся установка перемещается по профилю или площадке. В последние десятилетия метод сопротивлений применяется в модификации двух- и трехмерной томографии на постоянном токе (Electric Resistivity Tomography).
Методы сопротивлений не относятся к электромагнитным методам, так как хотя в реальности применяется не постоянный, а низкочастотный ток, но магнитное поле в данной группе методов не фигурирует. По данным методов сопротивлений можно узнать распределение в среде удельного сопротивления и вектора вызванной поляризации.
Электромагнитные зондирования применяют главным образом при региональных, структурно-картировочных и разведочных исследованиях, когда ставятся задачи расчленения геологического разреза на слои и блоки, определения последовательности залегания пластов и картирования тектонических структур, в частности при поисках месторождений нефти и газа. Электротомография применяется для задач рудной разведки, экологических и инженерно-геологических задач.

### Индукционные методы
К группе методов относится огромное количество различных модификаций, суть которых можно описать следующим образом. Под влиянием переменного электрического или магнитного поля в земле за счет феномена магнитной индукции возникает электромагнитное поле. Зная точно параметры источника поля, можно измерять различные электрические и магнитные компоненты индуцированного поля, восстанавливая по ним параметры среды. В отличие от методов сопротивлений, где зондирующим параметром является разнос, в индукционных методах кроме размеров установки глубинность зависит также от частоты тока в генераторе (подгруппа частотных зондирований — ЧЗ) или от времени регистрации после выключения тока в генераторе (подгруппа зондирований становлением поля — ЗС). При переносе по профилю или площади установки с постоянными размерами, частотой или временем, получают электромагнитные профилирования.
Математический аппарат обработки данных индукционной электроразведки гораздо сложнее методов сопротивлений. При работе в области высоких частот на сигнал влияет не только электропроводность среды, но также её диэлектрическая и магнитная проницаемость.
Ввиду особенных условий выделяют в отдельную группу методы скважинной электроразведки, хотя методы геофизического исследования скважин (ГИС) не ограничиваются электроразведочными методами.

### Скважинная электроразведка
Скважинной электроразведкой называют способ объёмного изучения межскважинного пространства, основанный на возбуждении и изучении поля как внутри скважин, так и на поверхности земли, а также на электромагнитном просвечивании окружающей среды между скважинами, сюда относят все варианты электрического профилирования в скважинах (ЭПС), методы вызванной поляризации (ВПС, ВПФС), естественного электрического поля (ЕЭПС, ПЕЭМПС), электрической корреляции (МЭК), погруженных электродов (МПЭ), в том числе методы электрического (МЗ) и магнитного (МЗМ) заряда, контактный и бесконтактный способы поляризационных кривых (КСПК, БСПК), а также все виды скважинного электромагнитного профилирования, основанные на изучении поля дипольного источника (ДЭМПС), незаземлённой петли (НПС), переходных процессов (МППС), радиоволновое просвечивание (РВП) и др. Скважинные модификации применяют для поисков залежей полезных ископаемых в околоскважинном и межскважинном пространствах, изучения формы, размеров и компонентного состава залежи, а также для увязки результатов наземных и скважинных наблюдений.
В «Инструкции по электроразведке» (1984) принят технологический принцип разделения методов и модификаций на группы по условиям работы. Выделяются наземные, морские, шахтно-рудничные и аэрометоды зондирования и профилирования, а также скважинные методы исследования. Все они, по существу, сводятся к трём выделенным группам.
| ЭЛЕКТРИЧЕСКОЕ ЗОНДИРОВАНИЕ ПОСТОЯННЫМ ТОКОМ | ЭЛЕКТРОМАГНИТНОЕ ЗОНДИРОВАНИЕ ПЕРЕМЕННЫМ ТОКОМ | ЭЛЕКТРИЧЕСКОЕ ПРОФИЛИРОВАНИЕ ПОСТОЯННЫМ ТОКОМ | ЭЛЕКТРОМАГНИТНОЕ ПРОФИЛИРОВАНИЕ ПЕРЕМЕННЫМ ТОКОМ | СКВАЖИННАЯ ЭЛЕКТРОРАЗВЕДКА ПОСТОЯННЫМ ТОКОМ | СКВАЖИННАЯ ЭЛЕКТРОРАЗВЕДКА ПЕРЕМЕННЫМ ТОКОМ |
| ------------------------------------------- | ---------------------------------------------- | --------------------------------------------- | ------------------------------------------------ | ------------------------------------------- | ------------------------------------------- |
| ВЭЗ                                         | ВЭЗ-БИЭП                                       | СЭП                                           | БИЭП                                             | ЭПС, МЭК                                    | БИЭПС                                       |
| ОКЭЗ                                        | ОКЭЗ-БИЭП                                      | КЭП, ЭП-СГ                                    | ЭП-СГ                                            | МПЭ, МЗ                                     | МПЭ, МЗМ                                    |
| ДЭЗ                                         | РИЗ, ЧЗ                                        | ДЭП                                           | ДЭМП, ДИП                                        | ДЭПС                                        | ДЭМПС                                       |
| ВЭЗ-ВП                                      | ВЭЗ-ВПФ                                        | ЭП-ВП                                         | ВПФ                                              | ВПС                                         | ВПФС                                        |
| -                                           | -                                              | ЧИМ                                           | -                                                | КСПК, БСПК                                  | -                                           |
| -                                           | -                                              | ЕЭП                                           | ПЕЭМП                                            | ЕЭПС                                        | ПЕЭМПС                                      |
| -                                           | ЗС, ЗСБ                                        | -                                             | МПП                                              | -                                           | МППС                                        |
| -                                           | МТЗ                                            | -                                             | МТП, МТТ                                         | -                                           | МТПС                                        |
| -                                           | РВЗ                                            | -                                             | СДВР                                             | -                                           | РВП                                         |
| -                                           | ДИП-А, АМПП                                    | -                                             | ДИП-А, АМПП                                      | -                                           | -                                           |
| -                                           |                                                | -                                             | -                                                | -                                           | -                                           |